# Beverly Sills
Beverly Sills, właśc. Belle Miriam Silverman (ur. 25 maja 1929 w Nowym Jorku, zm. 2 lipca 2007 tamże) – amerykańska śpiewaczka operowa, sopran, jej przodkowie pochodzili z Ukrainy i Rumunii. Odznaczona National Medal of Arts.
Sills była gwiazdą nowojorskiej opery, nazywana była amerykańską królową opery. Szerszy rozgłos przyniosły jej występy w telewizyjnych talk shows. Nagrała 18 albumów z najsłynniejszymi utworami operowymi. Od 1980 roku była na emeryturze. Nie pożegnała się jednak całkiem ze światem muzyki – była dyrektorem artystycznym Opery Nowojorskiej, a także przewodniczącą Lincoln Center.
Latem 2007 Sills trafiła do szpitala z powodu żebra złamanego w wyniku upadku, zaś podczas dalszych badań wykryto u niej raka płuca. Śpiewaczka nie miała wcześniej pojęcia o tym, że jest chora. Jej rodzina podkreślała, że Sills nigdy nie paliła, stąd tym większe zaskoczenie chorobą. Menadżer Edger Vincent mówił wtedy, że stan artystki jest bardzo ciężki. Artystka zmarła w swoim domu w wieku 78 lat.